# Shigeaki Kato
Shigeaki Kato (加藤シゲアキ (加藤成亮), Kato Shigeaki), né le 11 juillet 1987 à Osaka, est un artiste japonais.
Il fait partie avec Keiichirō Koyama et Takahisa Masuda du groupe NEWS de la Johnny's Entertainment.

## Biographie
Kato a fait ses études au lycée d'Aoyama, il étudie le droit à l'université d'Aoyama. Il dit dans une interview qu'il a choisi cette section car elle lui paraissait être la plus impressionnante[réf. nécessaire].
Kato Shigeaki est entré dans la Johnny's Entertainment en avril 1999 est devenu avec Keiichirō Koyama et Kusano Hironori un des membres du groupe K.K.Kity avant d'être dans NEWS.
Avec les autres membres de NEWS, il joue de la guitare, compose et écrit des paroles de chansons pour le groupe ce qui inclut aussi son solo Kakao (2007). Il a aussi composé quelques chansons avec Tomohisa Yamashita et Yūya Tegoshi.
Shige aime écrire, il écrit depuis son blog sous la plume de Wagahai, un chat imaginaire. C'est une parodie du livre de Natsume Sōseki, Je suis un chat.

## Production

### Drama
- 2020 : However Dark the Night is : Wataru Inami
- 2019 : Akuma no Temariuta : Kosuke Kindaichi
- 2018 : Inugami Family : Kosuke Kindaichi
- 2018 : Zero Ikkaku Senkin Game : Zero Ukai
- 2017 : The Courage to be Disliked : Toshio Aoyama
- 2016 : The Girl Who Leapt Through Time : Kazutaka Yano
- 2016 : Kasa wo Motanai Aritachi wa : Keisuke Murata
- 2014 : Shitsuren Chocolatier : Hiroaki Sekiya
- 2010 : Trouble Man sur TBS
- 2009 : Tokyo Dogs
- 2008 : Hokaben
- 2007 : Sugata Sanshiro (姿三四郎)
- 2007 : Papa to Musume no Nanokakan (パパとムスメの7日間)
- 2006 : Kakure Karakuri (夏の冒険ミステリー 「カクレカラクリ」)
- 2006 : Gekidan Engimono (劇団演技者), Ep. 20: Car Radio ga Owareba「カーラヂオが終われば」
- 2006 : Busu no Hitomi ni Koishiteru  (ブスの瞳に恋してる)
- 2005 : Gekidan Engimono (劇団演技者), Ep. 13: Ie ga Tooi 「家が遠い」 (avec les membres de NEWS Masuda Takahisa, Tegoshi Yuya, et Kusano Hironori.)
- 2004 : Home Drama! (ホームドラマ!), Histoire n°9
- 2001 : Class 3-B Kenpachi-sensei (3年B組金八先生)Saison 6
- 2001 : Shounen wa Tori ni Natta (少年は鳥になった)
- 2000 : The Worst Dates in History: Worst First Date?! (史上最悪のデート「the 1st Dates: 史上最悪の初デート!?」)
- 2000 : Kowai Nichiyoubi~2000~ (怖い日曜日〜2000〜), Ep. 16: Falling Down「吊り下がる」
- 2000 : Space Angel 2001 Yen Uchu no Tabi (SPACE ANGEL 2001円宇宙の旅)
- 1999 : Kowai Nichiyoubi (怖い日曜日), Ep. 5: My Friend J-kun「友達のJ君」

### Télévision
- Ya-Ya-yah (2003 - 2005)

### Radio
- SHIGET TOGETHER (depuis 2005, Tous les dimanches de 23h à 23h30)

### Discographie Solo
- 2005 : Survival
- 2006 : HAPPY MUSIC
- 2007 : カカオ (Kakao)
- 2007 : チラリズム (Chirarizumu) Duo avec Koyama Keiichiro
- 2008 : ムラリスト (Murarisuto) Duo avec Koyama Keiichiro
- 2009 : Shalala Tambourine